# Abbaye de Fontaine-les-Blanches
L'abbaye de Fontaine-les-Blanches est une ancienne abbaye de l'ordre cistercien située sur la commune d'Autrèche, dans le département d'Indre-et-Loire. Elle fut vendue comme bien national à la Révolution française et partiellement démolie.
Cet édifice fait l’objet d’une inscription au titre des monuments historiques depuis le 14 septembre 1949.

## Toponymie
Locus Fontanarum quem indigeri Allodia vocant (1167), Fontanæ seu Allodium (vers 1150), Ecclesia de Fontanis, abbatia quæ vocatur Fontanæ (1162), Fontanæ albæ (1186), Beatæ Mariæ de Fontanis Albis (1200). Le lieu où s'est implantée l'abbaye s'appelait initialement l'Alleu ou les Alleux. Le nom s'est définitivement établi en abbaye de Fontaine-les-Blanches, plus rarement Sainte-Marie de Fontaine-les-Blanches ou Notre-Dame de Fontaine-les-Blanches. Le surnom « les-Blanches » proviendrait de la couleur de l'habit des religieux qui y résidaient.

## Historique

### Origines
Au début du XIIe siècle, peu avant 1115, deux dévots originaires de Montlouis, Geoffroi l'hermite et Geoffroi Bullon, s’installèrent à Autrèche au lieu-dit Pont-de-Fontaine (anciennement Pont-Rune). Ils furent rejoints par Guillaume de Messines, futur prieur du Saint-Sépulcre puis Patriarche latin de Jérusalem, ainsi que par le Grand Lambert, le Petit Lambert, un chevalier flamand, Ascelin le prêtre, Hervé de Gallardon, Gérard de Locumnia et le frère laïc David. Quelques autres ermites se joignirent au groupe pour édifier une chapelle en bois dédiée à sainte Marie-Madeleine.
Vers 1125, plusieurs seigneurs locaux firent don aux religieux des terrains alentour et Renault (ou Renaud) de Château-Renault leur accorda, outre le droit de justice, le droit de chasse et celui de prendre du bois dans la vaste forêt de Blémars, ainsi que des glands pour la nourriture des porcs. Droits qui furent confirmés en 1127 par une charte d'Hildebert de Lavardin, archevêque de Tours, qui leur conféra le statut d'ermitage, et par le comte Thibaut IV de Blois en 1131.

### Création de l'abbaye
Une partie des ermites se satisfaisait de ce statut, tandis qu'un autre groupe souhaitait rejoindre un ordre régulier. Des contacts furent pris avec l'abbaye Saint-Florentin de Bonneval, mais c'est finalement vers la puissante abbaye de Savigny en Normandie que se tournèrent les moines.
Geoffroy, abbé de Savigny, se rendit sur place en novembre 1134 en compagnie de l'archevêque de Tours Hildebert de Lavardin. En accord avec l'évêque et douze religieux, il décida la transformation de l'ermitage en abbaye qui rejoignit ainsi la congrégation de Savigny qui suivait la règle de saint Benoît. Odon, prêtre de Savigny qui accompagnait Geoffroy, en fut nommé le premier abbé. Au chapitre de 1147, la congrégation optant pour le rattachement à l'Ordre de Cîteaux, les religieux de Fontaines troquèrent leur habit gris de bénédictins contre l'habit blanc des cisterciens.
Dès son origine, le monastère détenait les droits de haute, moyenne et basse justice attachés au titre de châtellenie, droits conférés par la charte de Thibaut IV de Blois de 1131 et confirmés en 1186. Pour le temporel, l'abbaye relevait des châteaux d'Amboise et de Château-Renault.

### Fermeture et démolition
Comme toutes les communautés religieuses, l'abbaye fut l'objet de la déchristianisation pendant la Révolution française. Les religieux en furent chassés, les bâtiments et possessions, décrétés biens nationaux en novembre 1789. Elle fut acquise, le 28 mai 1792, par Guillaume Dubaut (ou du Bault), ancien conseiller du roi et receveur des tailles en l'élection de Tours, au prix de 19 200 livres et partiellement démolie. Elle passe par héritage à Charles Gabeau. De nombreux éléments furent dispersés aux alentours. On connait la destination de 23 des stalles, réalisées vers 1480, qui ornaient l'abbatiale : 16 sont dans l'église Saint-Prix de Noizay, six dans l'église Saint-Adrien de Pocé-sur-Cisse et une autre, ainsi que deux statues de saints, sont conservées dans l'église Saint-Saturnin de Limeray. Une petite cloche de l'abbaye fut installée dans l'église Notre-Dame de Dame-Marie-les-Bois en remplacement d'une cloche fondue pendant la Révolution.
Seuls subsistent à ce jour, dans une propriété privée, la porte nord datant du XVIe siècle, le logis abbatial datant du XVIIe siècle, incluant une salle du XIIIe siècle et un pavillon du XIIIe siècle construit sur des cachots superposés. L'aile ouest du cloître affectée aux celliers et les vestiges des murs son aile est, ainsi qu'un bâtiment de service du XVIIIe siècle.

## Architecture et description

### Sépultures
Outre plusieurs abbés, des personnalités furent inhumées dans l'abbatiale, dont : 
- Mathilde de Vendôme (958-1201), fille de Bouchard Ratepilate comte de Vendôme et sœur de Bouchard Ier de Vendôme ;
- Élisabeth d'Amboise (1160-1213), épouse de Vulgrin III Taillefer comte d'Angoulème et sœur de Sulpice III d'Amboise, fondateur de l'abbaye voisine de Moncé ;
- Barthélemy II de Vendôme (1174-1206), archevêque de Tours[10] ;
- Louis Chauvin (mort en 1508), chevalier, écuyer de l'écurie ordinaire du roi, seigneur de Pocé ;
- Adrien Tiercelin des Brosses (mort en 1548), seigneur de Pocé, Chambellan de Louis XI et père de Charles Tiercelin de Brosses, 33e abbé.

Tous les monuments funéraires furent détruits à la Révolution française.

## Filiation et dépendances
Fontaine-les-Blanches est fille de l'abbaye de Savigny. L'abbaye possédait de nombreuses propriétés. Dès 1162, une bulle du pape Alexandre III recense de nombreux biens aux alentours. Une déclaration en date du 2 février 1547 énumère les propriétés détenues à l'époque : « Et premierement le monastère de Fontaine-les-Blanches cloz et environné de murailles, contenant, tant en l'esglize, cloistres, eddifices, courts et jardins, dix arpents ou environ. »
L'abbatiale, dédiée à Notre-Dame, comportait trois chapelles : la première dédiée à saint Hubert, la seconde à sainte Madeleine et la troisième, consacrée à saint Michel archange était également appelée « chapelle des infirmes ». Il faut croire que la décoration était discrète si l'on en juge par l'avis de moines en visite au début du XVIIe siècle : « L'abbaye de Fontaine-les-Blanches ne paroît pas avoir jamais été fort considérable. L'église néanmoins est assez jolie, le chœur propre & l'autel d'un très bon goût. Dans une chapelle à côté du grand autel on voit le tombeau d'un évêque… »
Outre deux cents arpents de bois et un étang proches de l'abbaye, figurent en 1547 dix métairies et deux moulins représentant plus de 1 100 arpents de terres. S'y ajoutent les propriétés acquises aux XVIIe et XVIIIe siècles, soit dix-huit métairies supplémentaires et deux moulins, l'un à Limeray et l'autre à Montreuil-en-Touraine. À la veille de la Révolution, l'abbaye possédait 465 ha aux alentours d'Amboise. Elle était probablement le plus gros propriétaire foncier de la région après les domaines d'Amboise et de Chanteloup.
Aux revenus provenant de ces propriétés, s'ajoutaient divers dons et rentes de personnalités souhaitant obtenir la reconnaissance du Ciel et les prières des religieux. Dans une charte datée de mai 1240, Isabelle de Blois, comtesse de Chartres et de Romorantin, veuve de Sulpice III d'Amboise : « […] rappelle qu'elle a donné au monastère de Sainte-Marie-des-Fontaines [sic], un millier de harengs et deux lagènes d'huile, à prendre sur le produit des fêtages des maisons de Romorantin, et, dans la crainte que cette redevance ne soit pas payée exactement, la convertit en 30 sous chartrains sur la Perrée de Chartres, payables chaque année le jour de l'octave de Pâques » .

## Liste des abbés
De sa création en 1134 à sa fermeture en 1790, 48 abbés se sont succédé à la tête de l'abbaye, selon la liste établie en 1880 par Carré de Busserolle. La liste est toutefois incertaine pour la période allant de 1216 à 1347. À partir de 1534, les abbés relèvent du régime de la commende, c'est-à-dire qu'ils perçoivent les revenus de l'abbaye sans y exercer directement l'autorité.

## Blason
| Blason de l'abbaye de Fontaine les Blanches | Les armes de l'abbaye de Fontaine-les-Blanches se blasonnaient ainsi : « D'azur à une fontaine d'argent ; au chef d'or chargé de trois croisettes de gueules »,. |